# Champclause
Champclause est une commune française située dans le département de la Haute-Loire en région Auvergne-Rhône-Alpes.

## Géographie
C'est une commune de moyenne montagne, aux hivers rigoureux, sise sur un plateau de 1 200 mètres d'altitude environ, et parsemée de plusieurs mornes, parmi lesquels le mont Testavoyre, point culminant du massif du Meygal (1 436 m), dont le flanc sud-est occupe l'extrême nord de la commune. Le quart nord-ouest de Champclause est couvert d'une forêt de résineux.

### Localisation
La commune de Champclause se trouve dans le département de la Haute-Loire, en région Auvergne-Rhône-Alpes.
Elle se situe à 29 km par la route du Puy-en-Velay, préfecture du département, et à 16 km du Chambon-sur-Lignon, bureau centralisateur du canton du Mézenc dont dépend la commune depuis 2015 pour les élections départementales.
Les communes les plus proches sont : 
Montusclat (4,2 km), Fay-sur-Lignon (5,7 km), Saint-Front (5,7 km), Mazet-Saint-Voy (6,0 km), Araules (7,5 km), Les Vastres (7,7 km), Queyrières (8,2 km), Chaudeyrolles (8,3 km).
| Queyrières             | Araules     |                 |
| Saint-Julien-Chapteuil | Champclause | Mazet-Saint-Voy |
| Montusclat             | Saint-Front | Fay-sur-Lignon  |

### Climat
Pour des articles plus généraux, voir Climat d'Auvergne-Rhône-Alpes et Climat de la Haute-Loire.
En 2010, le climat de la commune est de type climat océanique altéré, selon une étude du Centre national de la recherche scientifique s'appuyant sur une série de données couvrant la période 1971-2000. En 2020, Météo-France publie une typologie des climats de la France métropolitaine dans laquelle la commune est exposée à un climat de montagne ou de marges de montagne et est dans la région climatique Sud-est du Massif Central, caractérisée par une pluviométrie annuelle de 1 000 à 1 500 mm, minimale en été, maximale en automne.
Pour la période 1971-2000, la température annuelle moyenne est de 6,7 °C, avec une amplitude thermique annuelle de 15,6 °C. Le cumul annuel moyen de précipitations est de 1 044 mm, avec 10,3 jours de précipitations en janvier et 6,9 jours en juillet. Pour la période 1991-2020, la température moyenne annuelle observée sur la station météorologique de Météo-France la plus proche, « Mazet-Volamont », sur la commune de Mazet-Saint-Voy à 6 km à vol d'oiseau, est de 7,8 °C et le cumul annuel moyen de précipitations est de 975,0 mm,. Pour l'avenir, les paramètres climatiques de la commune estimés pour 2050 selon différents scénarios d'émission de gaz à effet de serre sont consultables sur un site dédié publié par Météo-France en novembre 2022.

### Villages et hameaux
Outre le chef-lieu Champclause, petite localité assez retirée, la commune comprend les villages et hameaux suivants : Boussoulet, traversé par la route départementale D 15, Montvert, Ourbe, Faussimagne et Montival.

## Urbanisme

### Typologie
Au 1er janvier 2024, Champclause est catégorisée commune rurale à habitat très dispersé, selon la nouvelle grille communale de densité à sept niveaux définie par l'Insee en 2022.
Elle est située hors unité urbaine et hors attraction des villes,.

### Occupation des sols
L'occupation des sols de la commune, telle qu'elle ressort de la base de données européenne d’occupation biophysique des sols Corine Land Cover (CLC), est marquée par l'importance des territoires agricoles (69,4 % en 2018), en augmentation par rapport à 1990 (55,7 %). La répartition détaillée en 2018 est la suivante : 
prairies (62,6 %), forêts (30,6 %), zones agricoles hétérogènes (6,8 %). L'évolution de l’occupation des sols de la commune et de ses infrastructures peut être observée sur les différentes représentations cartographiques du territoire : la carte de Cassini (XVIIIe siècle), la carte d'état-major (1820-1866) et les cartes ou photos aériennes de l'IGN pour la période actuelle (1950 à aujourd'hui).

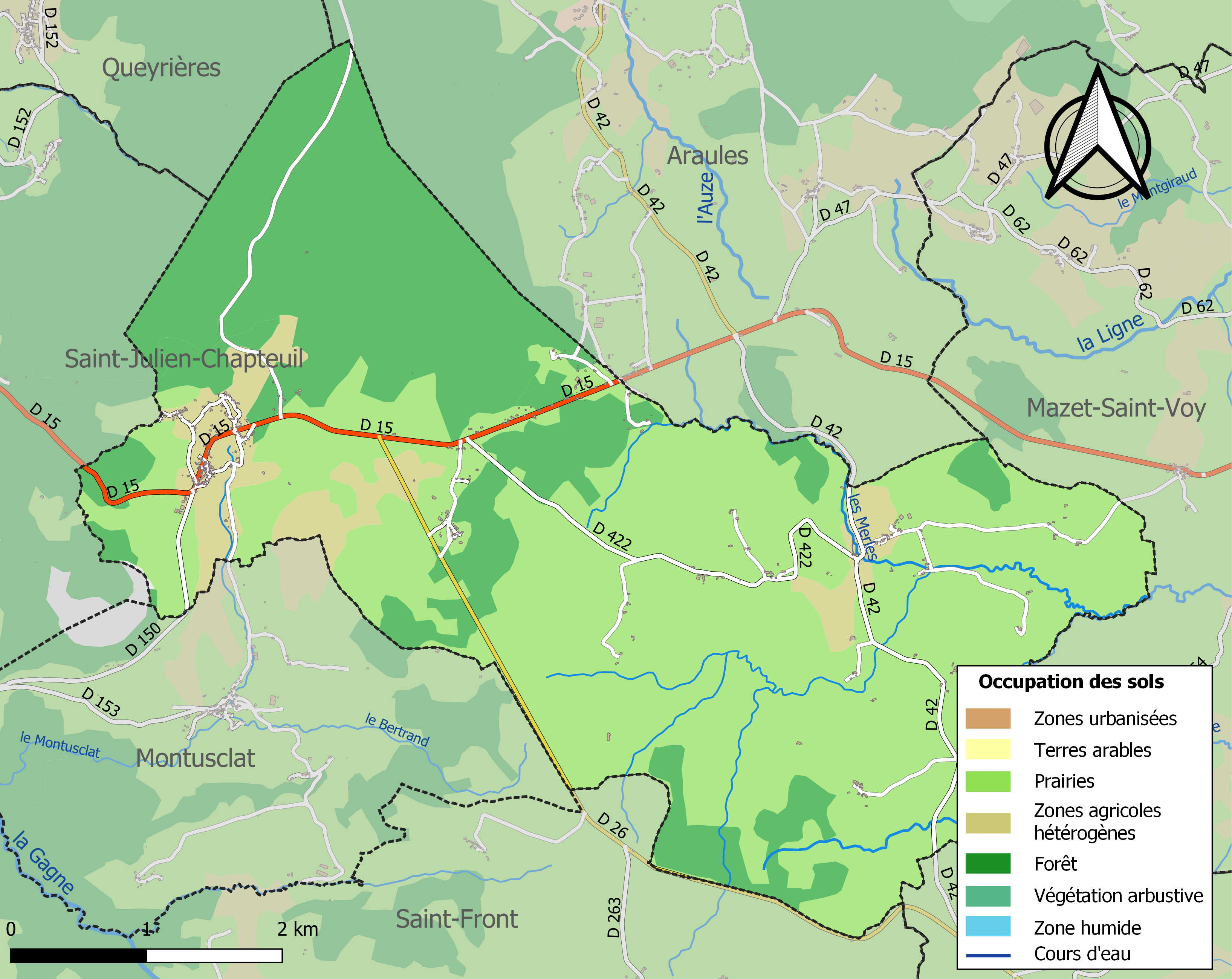
Carte des infrastructures et de l'occupation des sols de la commune en 2018 (CLC).
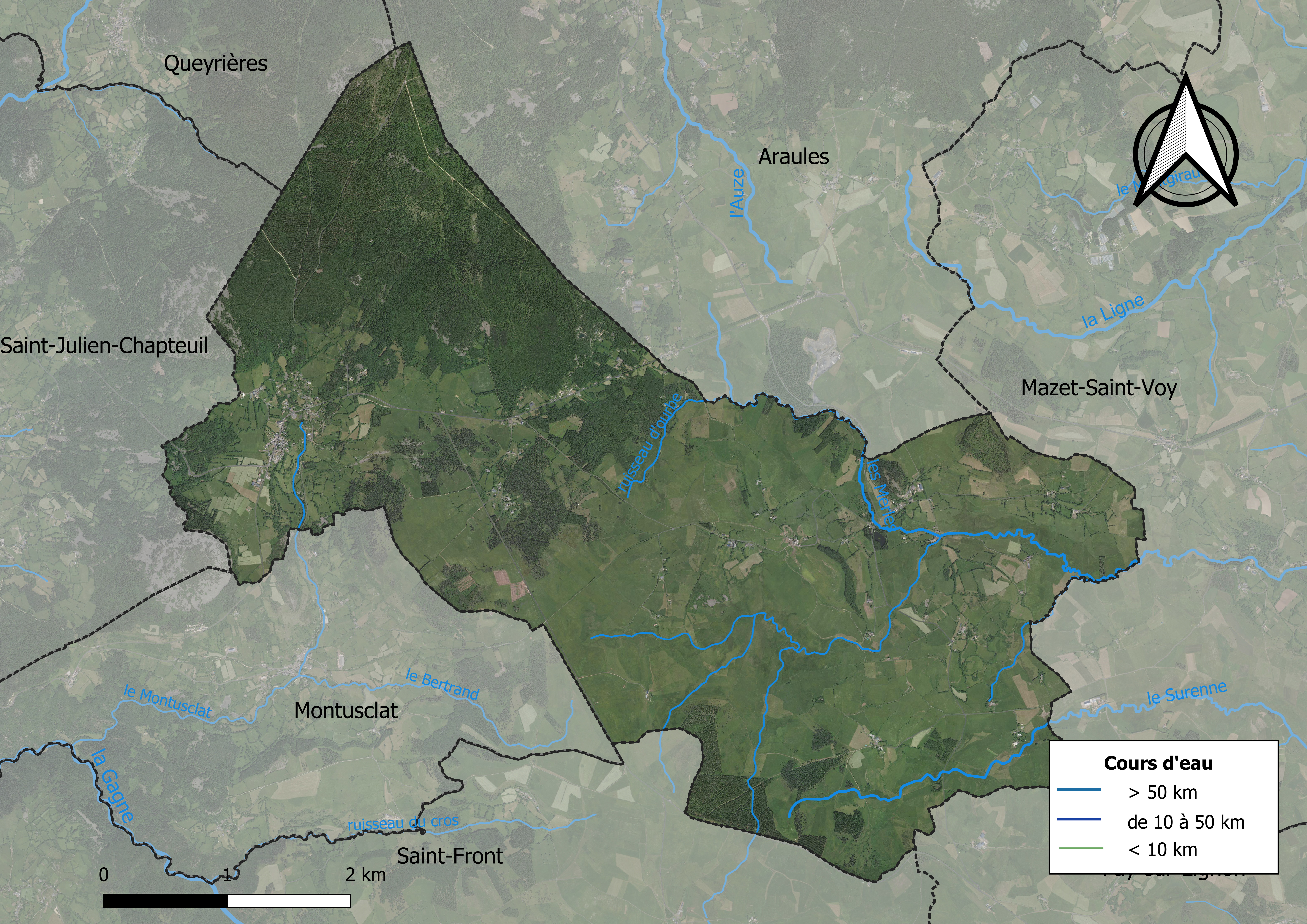
Carte orthophotographique de la commune.

### Habitat et logement
En 2018, le nombre total de logements dans la commune était de 273, alors qu'il était de 264 en 2013 et de 258 en 2008.
Parmi ces logements, 32,7 % étaient des résidences principales, 56,2 % des résidences secondaires et 11,1 % des logements vacants. Ces logements étaient pour 96,3 % d'entre eux des maisons individuelles et pour 3,7 % des appartements.
Le tableau ci-dessous présente la typologie des logements à Champclause en 2018 en comparaison avec celle de la Haute-Loire et de la France entière. Une caractéristique marquante du parc de logements est ainsi une proportion de résidences secondaires et logements occasionnels (56,2 %) supérieure à celle du département (16,1 %) et à celle de la France entière (9,7 %). Concernant le statut d'occupation de ces logements, 88,5 % des habitants de la commune sont propriétaires de leur logement (87,9 % en 2013), contre 70 % pour la Haute-Loire et 57,5 pour la France entière.
| Typologie                                               | Champclause | Haute-Loire | France entière |
| ------------------------------------------------------- | ----------- | ----------- | -------------- |
| Résidences principales (en %)                           | 32,7        | 71,5        | 82,1           |
| Résidences secondaires et logements occasionnels (en %) | 56,2        | 16,1        | 9,7            |
| Logements vacants (en %)                                | 11,1        | 12,4        | 8,2            |

## Toponymie
Anciennes mentions : Ecclesia de Champclausa (1165), Chamclausa (vers 1181), Parochialis ecclesia de Chanclausa (1323), Chanclauza (1343), Locus de Champo Clauso (1464), Ecclesia Beatæ Mariæ de Campo Clauso (1467), Chanclause (1561).
Selon Ernest Nègre, Champclause dériverait du nord-occitan chalm, signifiant « lande », et de clausa, « clôturée ».

## Histoire
La partie sud-est du Velay, où se situe la commune de Champlause, a vu se maintenir au fil des siècles, en dépit des persécutions, toute une population protestante, concentrée surtout dans le canton de Fay-sur-Lignon, mais aussi dans quelques cantons limitrophes de l’Ardèche. Au XIXe siècle, 3 % de la population de la Haute-Loire est de confession calviniste. Ainsi les localités de Mazet-Saint-Voy et de Chambon-sur-Lignon sont-elles presque entièrement protestantes, de même que le petit village de Champclause. La commune de Champclause comptait en 1760 une centaine de protestants, et le pourcentage de ceux-ci dans la population totale de la commune était en 1851 de 27 %. De la même manière que cette partie du Velay a été longtemps divisée par une opposition permanente et farouche (sans toutefois jamais prendre des tours violents) entre catholiques et protestants, l’histoire de la commune de Champclause a également été marquée par cet antagonisme religieux, se traduisant en l’espèce par des tentatives répétées de détacher de Champclause le village de Boussoulet.

## Politique et administration

### Découpage territorial
La commune de Champclause est membre de la communauté de communes Mézenc-Loire-Meygal, un établissement public de coopération intercommunale (EPCI) à fiscalité propre créé le 27 décembre 2016 dont le siège est à Saint-Julien-Chapteuil. Ce dernier est par ailleurs membre d'autres groupements intercommunaux.
Sur le plan administratif, elle est rattachée à l'arrondissement du Puy-en-Velay, au département de la Haute-Loire, en tant que circonscription administrative de l'État, et à la région Auvergne-Rhône-Alpes.
Sur le plan électoral, elle dépend du canton du Mézenc pour l'élection des conseillers départementaux, depuis le redécoupage cantonal de 2014 entré en vigueur en 2015, et de la première circonscription de la Haute-Loire   pour les élections législatives, depuis le redécoupage électoral de 1986.

### Liste des maires
| Période                                  | Période                   | Identité         | Étiquette | Qualité |
| ---------------------------------------- | ------------------------- | ---------------- | --------- | ------- |
| Les données manquantes sont à compléter. |                           |                  |           |         |
| mars 2001                                | juin 2018                 | Michel Dupéray   | DVD       |         |
| juin 2018                                | En cours (au 27 mai 2020) | Emmanuel Palhier |           |         |

## Population et société

### Démographie

#### Évolution démographique
L'évolution du nombre d'habitants est connue à travers les recensements de la population effectués dans la commune depuis 1793. Pour les communes de moins de 10 000 habitants, une enquête de recensement portant sur toute la population est réalisée tous les cinq ans, les populations de référence des années intermédiaires étant quant à elles estimées par interpolation ou extrapolation. Pour la commune, le premier recensement exhaustif entrant dans le cadre du nouveau dispositif a été réalisé en 2006.

En 2022, la commune comptait 203 habitants, en évolution de +2,01 % par rapport à 2016 (Haute-Loire : +0,36 %, France hors Mayotte : +2,11 %).
| 1793 | 1800 | 1806 | 1821 | 1831 | 1836  | 1841  | 1846  | 1851  |
| ---- | ---- | ---- | ---- | ---- | ----- | ----- | ----- | ----- |
| 920  | 668  | 791  | 901  | 962  | 1 042 | 1 166 | 1 125 | 1 091 |

| 1856  | 1861  | 1866 | 1872  | 1876  | 1881  | 1886  | 1891  | 1896  |
| ----- | ----- | ---- | ----- | ----- | ----- | ----- | ----- | ----- |
| 1 058 | 1 064 | 993  | 1 027 | 1 064 | 1 066 | 1 176 | 1 087 | 1 050 |

| 1901  | 1906  | 1911  | 1921 | 1926 | 1931 | 1936 | 1946 | 1954 |
| ----- | ----- | ----- | ---- | ---- | ---- | ---- | ---- | ---- |
| 1 044 | 1 020 | 1 048 | 931  | 873  | 796  | 789  | 724  | 641  |

| 1962 | 1968 | 1975 | 1982 | 1990 | 1999 | 2006 | 2011 | 2016 |
| ---- | ---- | ---- | ---- | ---- | ---- | ---- | ---- | ---- |
| 525  | 446  | 373  | 274  | 243  | 229  | 224  | 200  | 199  |

| 2021 | 2022 | - | - | - | - | - | - | - |
| ---- | ---- | - | - | - | - | - | - | - |
| 204  | 203  | - | - | - | - | - | - | - |

#### Pyramide des âges
La population de la commune est relativement âgée.
En 2018, le taux de personnes d'un âge inférieur à 30 ans s'élève à 25,6 %, soit en dessous de la moyenne départementale (31 %). À l'inverse, le taux de personnes d'âge supérieur à 60 ans est de 39,7 % la même année, alors qu'il est de 31,1 % au niveau départemental.
En 2018, la commune comptait 109 hommes pour 95 femmes, soit un taux de 53,43 % d'hommes, largement supérieur au taux départemental (49,13 %).
Les pyramides des âges de la commune et du département s'établissent comme suit.
| Hommes | Classe d’âge | Femmes |
| ------ | ------------ | ------ |
| 0,9    | 90 ou +      | 3,2    |
| 9,4    | 75-89 ans    | 7,5    |
| 28,3   | 60-74 ans    | 30,1   |
| 18,9   | 45-59 ans    | 21,5   |
| 16,0   | 30-44 ans    | 12,9   |
| 8,5    | 15-29 ans    | 10,8   |
| 17,9   | 0-14 ans     | 14,0   |

| Hommes | Classe d’âge | Femmes |
| ------ | ------------ | ------ |
| 0,9    | 90 ou +      | 2,5    |
| 8,4    | 75-89 ans    | 11,7   |
| 20,4   | 60-74 ans    | 20,5   |
| 21,3   | 45-59 ans    | 20,3   |
| 16,8   | 30-44 ans    | 16,3   |
| 15,2   | 15-29 ans    | 13,2   |
| 17     | 0-14 ans     | 15,6   |

## Économie

### Revenus
En 2018, la commune compte 84 ménages fiscaux, regroupant 183 personnes. La médiane du revenu disponible par unité de consommation est de 15 680 € (20 800 € dans le département).

### Emploi
| Division       | 2008   | 2013  | 2018  |
| -------------- | ------ | ----- | ----- |
| Commune        | 10,5 % | 6,1 % | 3,6 % |
| Département    | 6,3 %  | 7,7 % | 7,7 % |
| France entière | 8,3 %  | 10 %  | 10 %  |

En 2018, la population âgée de 15 à 64 ans s'élève à 115 personnes, parmi lesquelles on compte 67 % d'actifs (63,4 % ayant un emploi et 3,6 % de chômeurs) et 33 % d'inactifs,. En  2018, le taux de chômage communal (au sens du recensement) des 15-64 ans est inférieur à celui de la France et du département, alors qu'en 2008 la situation était inverse.
La commune est hors attraction des villes,. Elle compte 34 emplois en 2018, contre 36 en 2013 et 41 en 2008. Le nombre d'actifs ayant un emploi résidant dans la commune est de 75, soit un indicateur de concentration d'emploi de 45,3 % et un taux d'activité parmi les 15 ans ou plus de 46,1 %.
Sur ces 75 actifs de 15 ans ou plus ayant un emploi, 26 travaillent dans la commune, soit 34 % des habitants. Pour se rendre au travail, 69,9 % des habitants utilisent un véhicule personnel ou de fonction à quatre roues, 2,7 % les transports en commun, 15,1 % s'y rendent en deux-roues, à vélo ou à pied et 12,3 % n'ont pas besoin de transport (travail au domicile).

## Culture locale et patrimoine

### Lieux et monuments

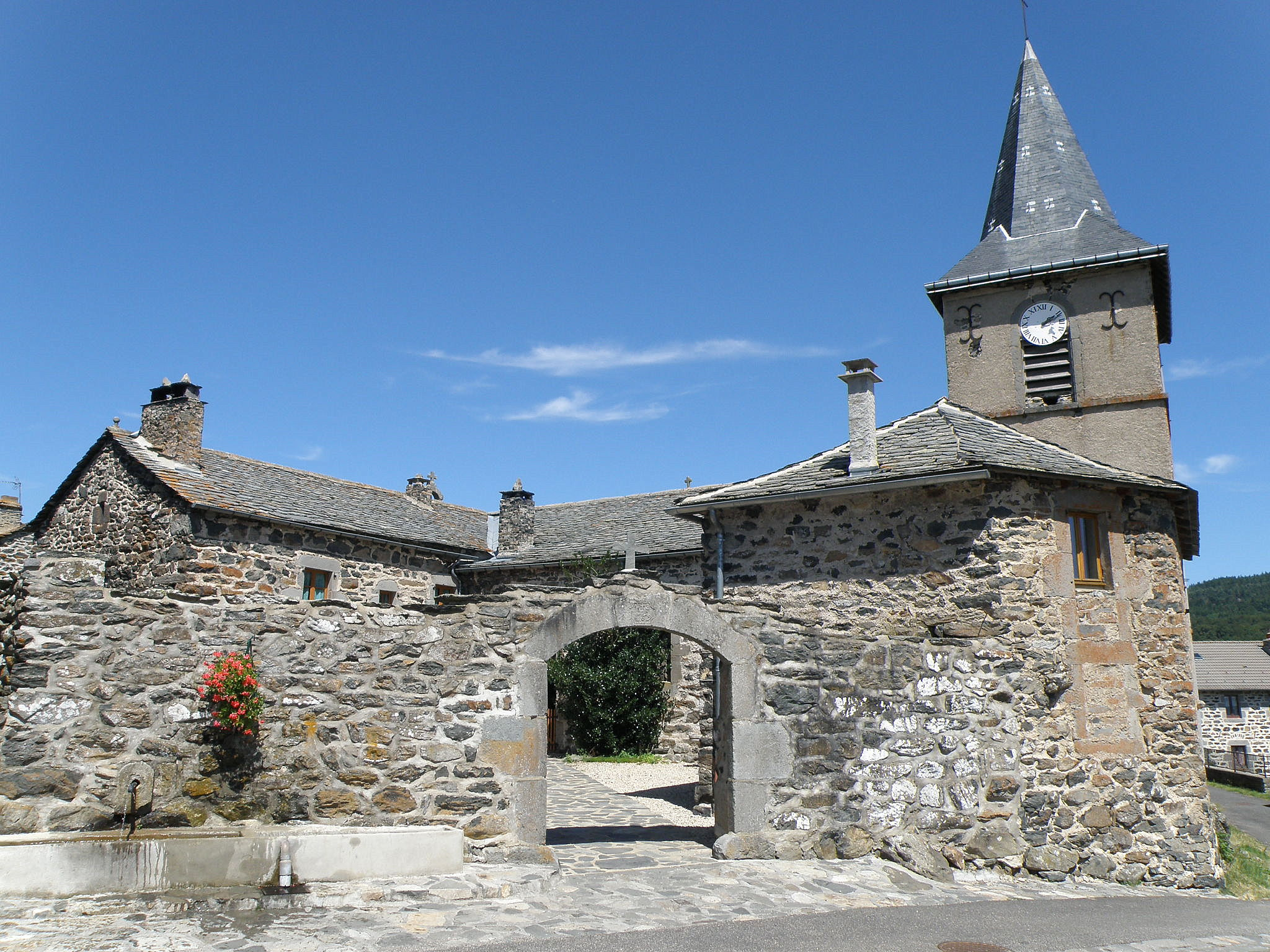
L'église de Boussoulet

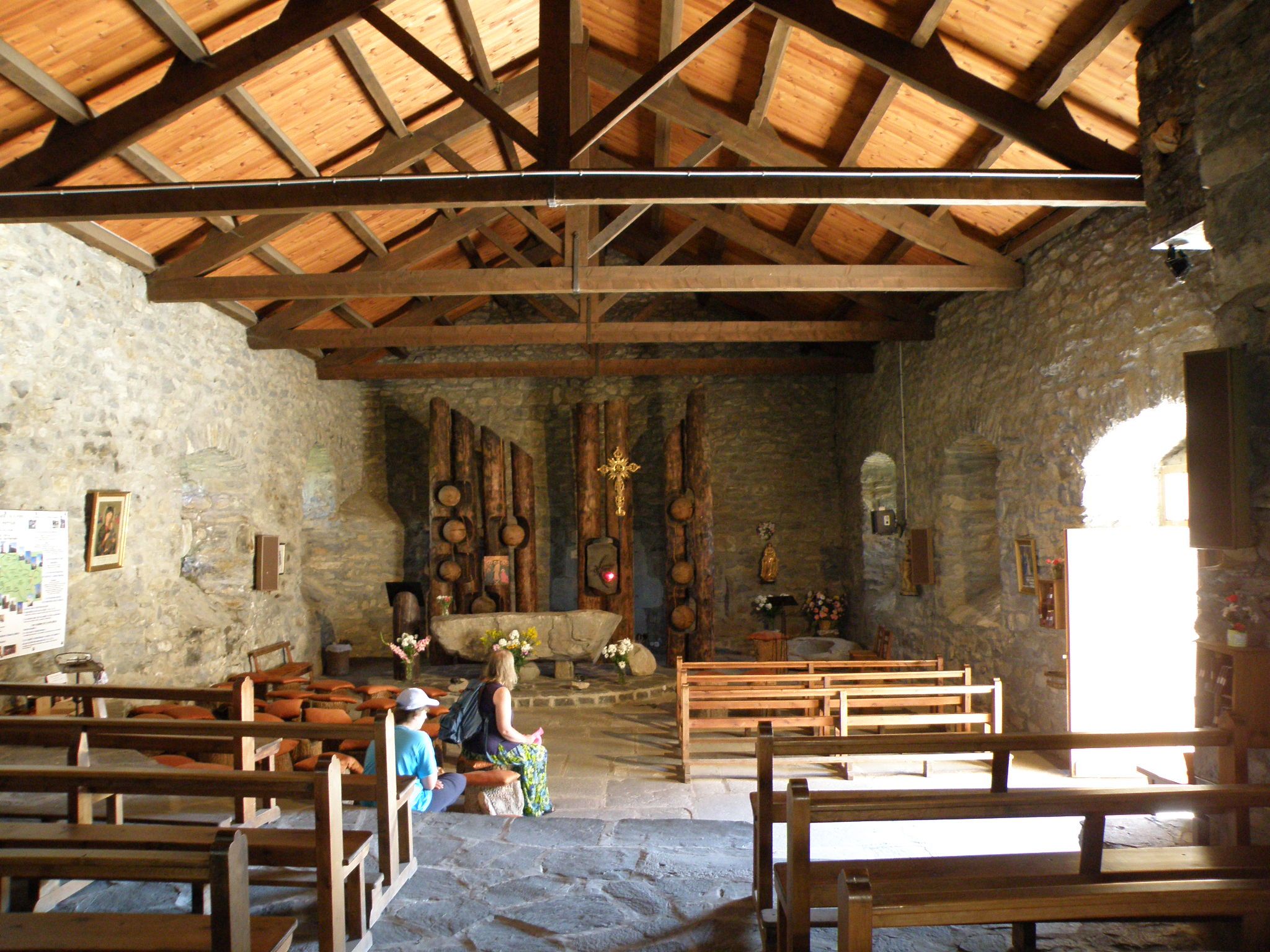
Intérieur de l'église de Boussoulet.

L’église du petit village de Champclause, placée sous le vocable de la Vierge Marie et citée pour la première fois en 1165, comporte une abside romane et jouxte le cimetière, qu’elle a pu conserver.
Le village de Boussoulet, tout en continuant cependant de dépendre administrativement de Champclause, a été érigé en paroisse autonome en 1841. L’on entreprit alors d’aménager en église une ancienne ferme de 1783, abandonnée, la grange se transformant en nef, et le logis du fermier en presbytère ; enfin, un clocher fut ajouté à l’ensemble. La dernière restauration, datant de 1981, est à l’origine de l’ameublement et de la décoration intérieure actuelle de la nef ; le parti pris d’utiliser les matériaux du pays a conduit à prendre pour autel un bloc de phonolite, à creuser, pour en faire des fonts baptismaux, une pierre du Meygal, et à disposer en arrière-plan de l’autel un groupe de troncs d’épicéa dressés. Les vitraux modernes sont de Jean-Paul Six.
Le lac Bleu de Champclause est une curiosité géologique. Au lieu-dit les « Balayes », ce lac à la couleur émeraude est le résultat d’une ancienne exploitation de lauze. Pendant plus de trois siècles et demi, les « lauzerons » (ou lauzeurs) ont creusé le sol toujours plus profond afin d’en extraire la roche. En 1910, les lauzerons mettent au jour une source qui alimente aujourd’hui encore le lac Bleu. Ils la détournent via une tranchée au moyen de chéneaux en bois. La carrière ayant été abandonnée depuis les années cinquante, la source a repris son cheminement initial. En s'altérant, cette roche de type phonolite s'altère en libérant une eau riche en argiles et/ou silice qui forme une suspension colloïdale à la couleur bleu turquoise. La carrière de lauzes de Bélistard a été transformée en base de loisirs, avec notamment un sentier géologique et le musée de la lauze exposant des maquettes au 1/10° aux toitures réalisées dans cette roche.

### Galerie

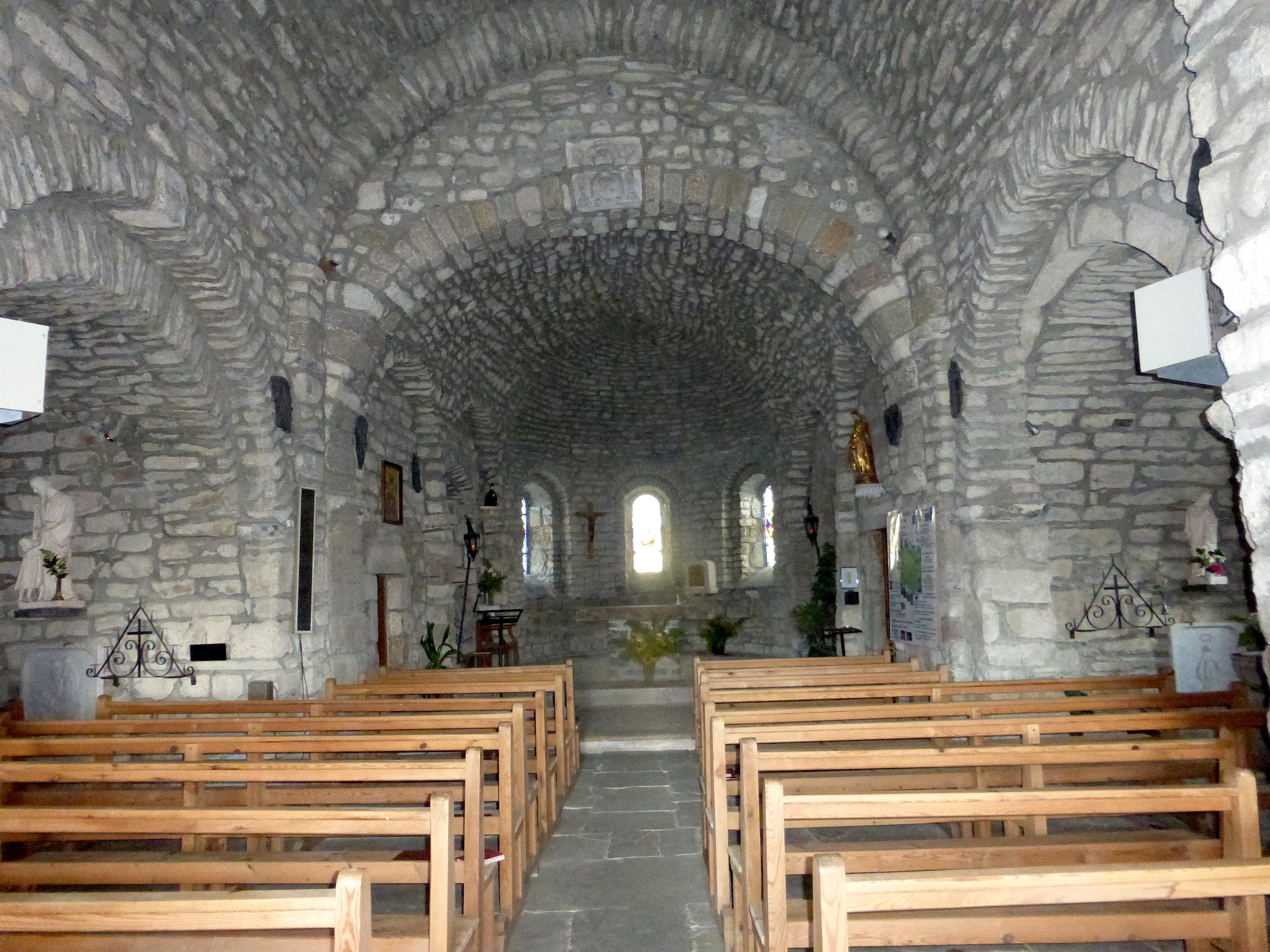
L'intérieur de l'église du bourg
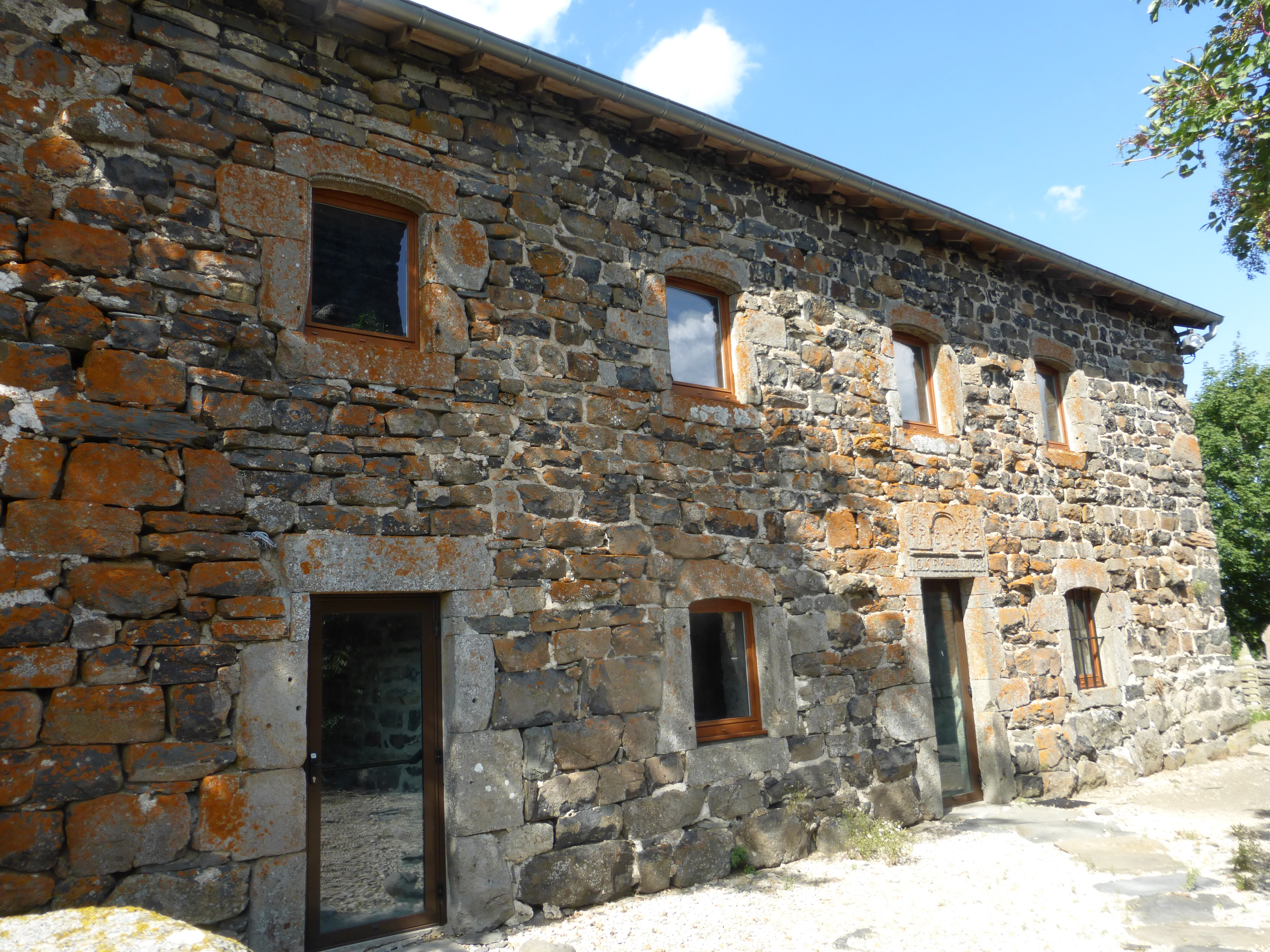
Le presbytère, au bourg
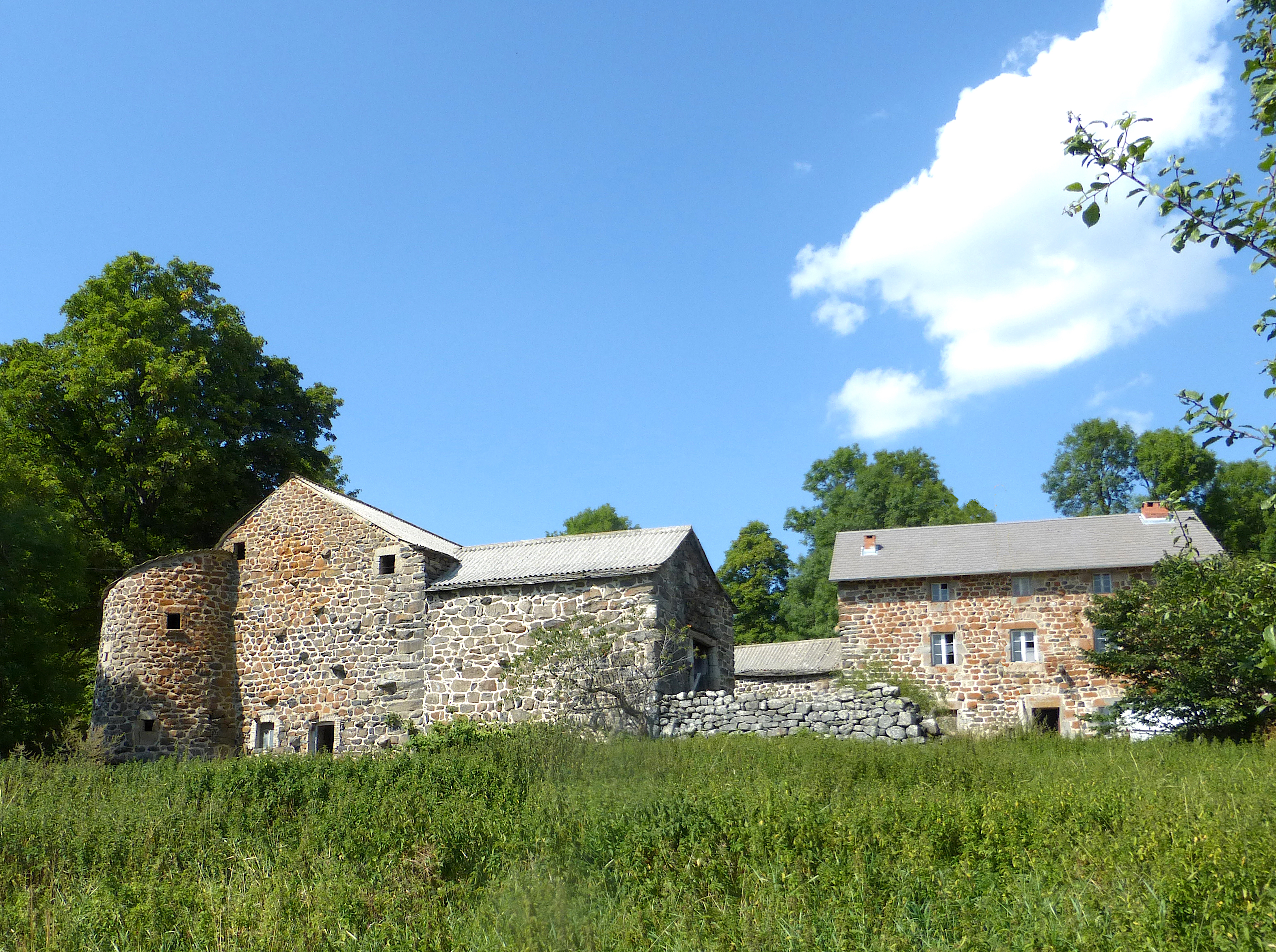
La maison forte de la Coste d'Ourbe
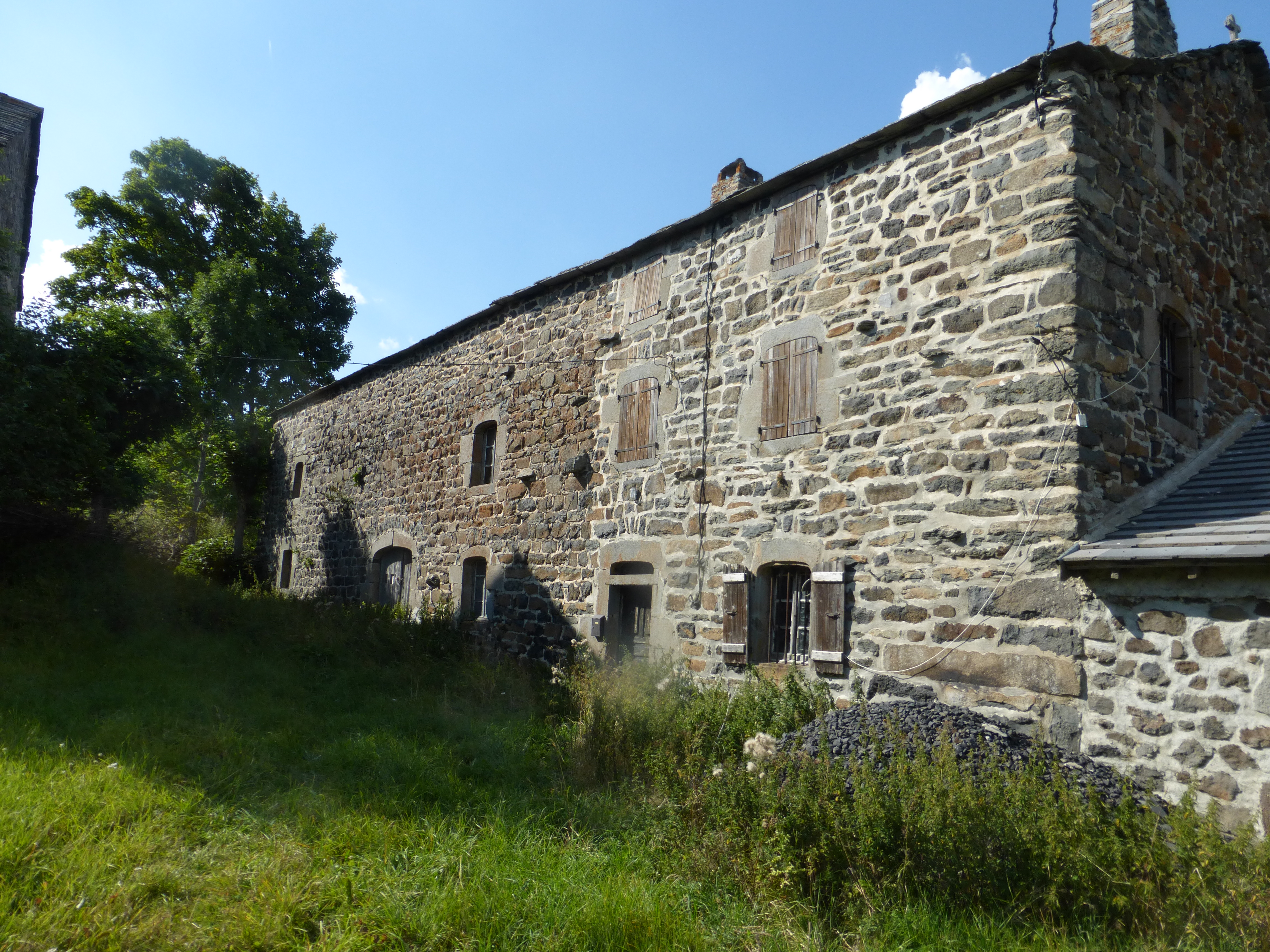
Le hameau de Fayon
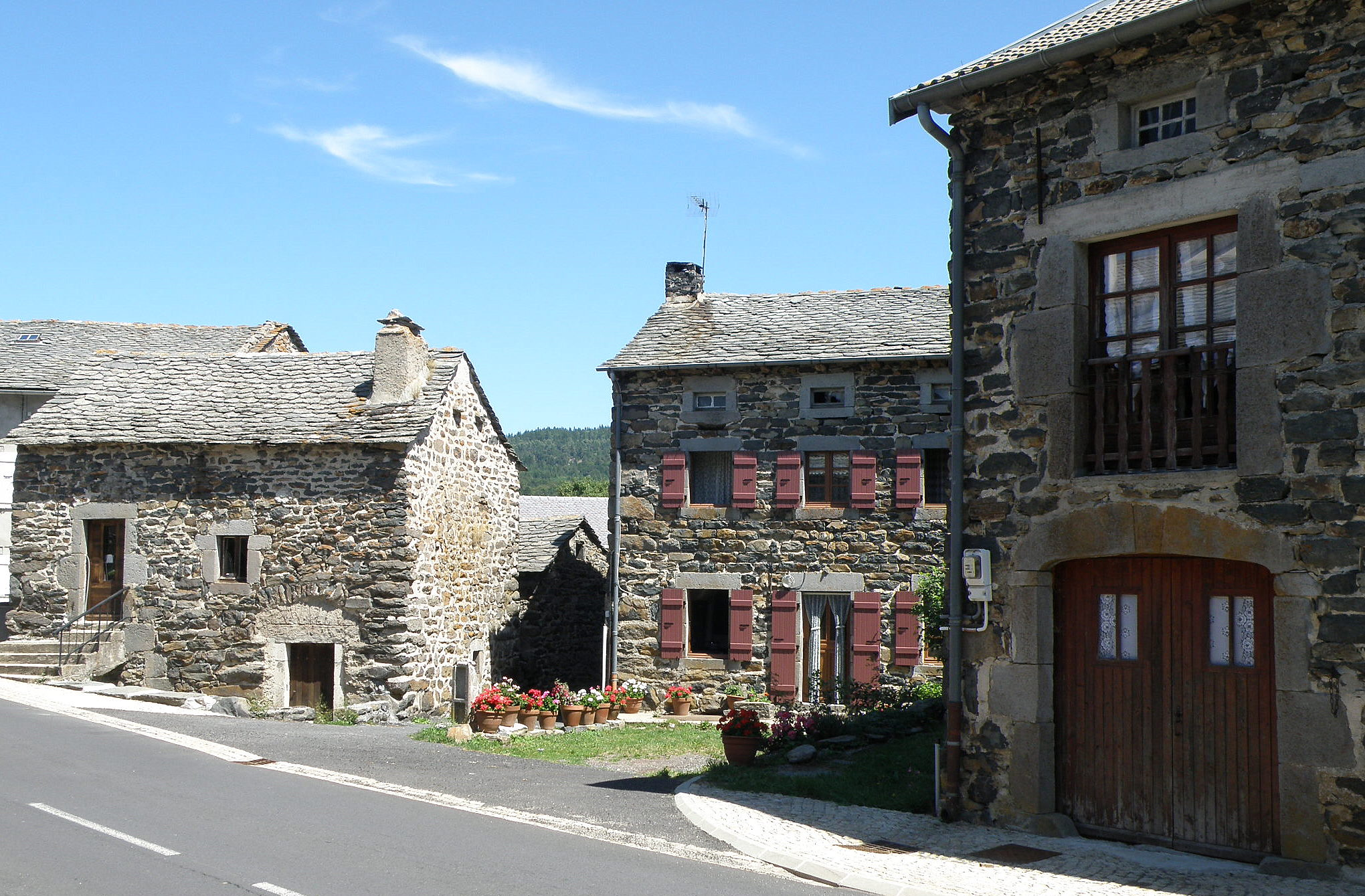
Le hameau de Boussoulet
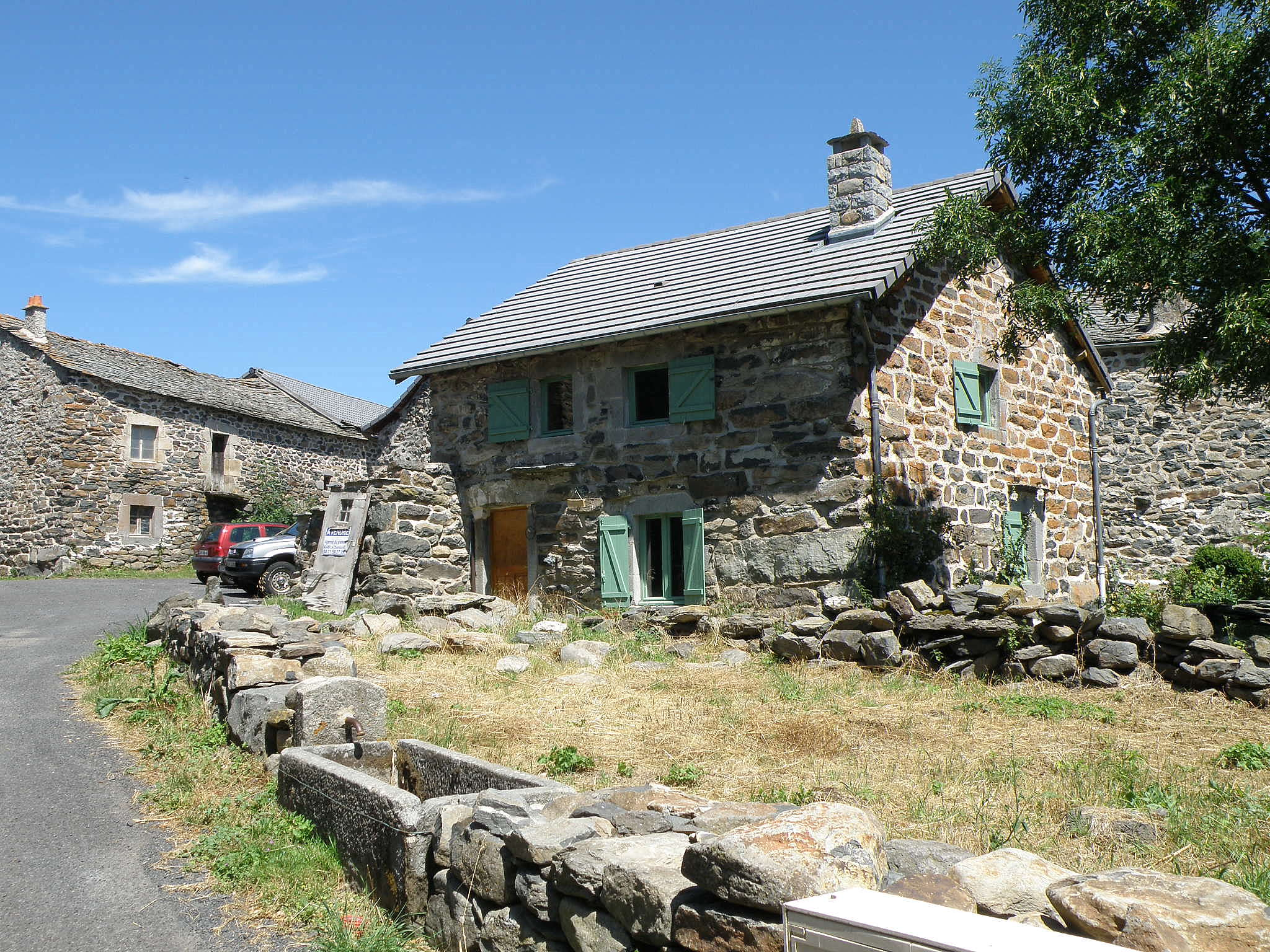
Le hameau de Boussoulet
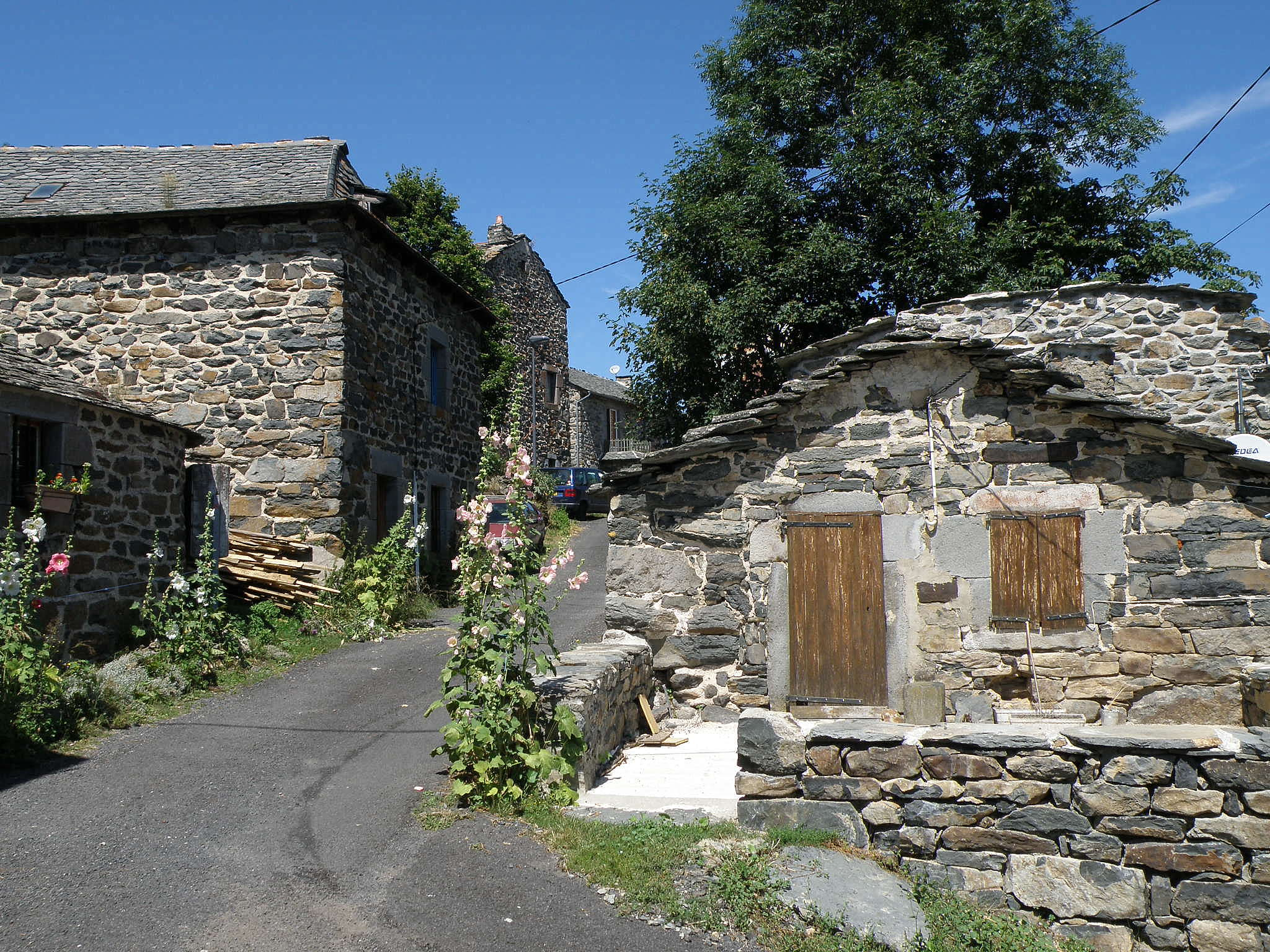
Le hameau de Boussoulet